# Muang Khamkeut
Muang Khamkeut är ett distrikt i Laos.   Det ligger i provinsen Bolikhamsai, i den centrala delen av landet, 250 km öster om huvudstaden Vientiane.